# كريستين (اسم)
كرستين هو اسم علم شخصي مؤنث غربي من أصل يوناني. يعتبر من أكثر الأسماء المنتشرة عند الإناث في الدول الغربية وعند المسيحيين، وقد احتل الاسم المركز ال14 في سنة 1968 لأكثر أسماء الإناث انتشار في الولايات المتحدة. معنى الاسم هو المسيحية أو الممسوحة. له أشكال أخرى مثل كريستينا و كيرستن وكريسي وكريستيانا.

## الشخصيات
- كرستين سينكلير لاعبة كرة قدم كندية
- كرستين إيبرسول ممثلة أمريكية
- كرستين أرون عدائة فرنسية
- كرستين أمرتيل عدائة بهاماسية
- كريستين آدامز لاعبة قوى ألمانية
- كريستين أوهوروجو عداءة بريطانية
- كريستين ستيوارت ممثلة أمريكية
- كريستين بيل ممثلة ومغنية أمريكية
- كريستين لاغارد سياسية فرنسية
- كريستين غيلبرت مجرمة أمريكية
- كريستين أوتو سباحة ألمانية شرقية
- كريستين أوكرينت صحفية بلجيكية
- كريستين أنو مغنية وممثلة أسترالية
- كريستين أودونيل سياسية أمريكية
- كريستين بلازي فورد عالمة نفس أمريكية
- كريستين بارانسكي ممثلة أمريكية
- كريستين بروت ممثلة كندية
- كريستين باور فان ستراتن ممثلة أمريكية
- كريستين باسكال ممثلة ومخرجة أمريكية
- كريستين بوث ممثلة كندية
- كريستين برس لاعبة كرة قدم أمريكية
- كريستين بوم ممثلة نمساوية
- كريستين بوتوملي هي ممثلة إنجليزية
- كريستين بوتشولز سياسية ألمانية
- كريستين بوير نبيلة فرنسية
- كريستين بيكر رسامة أمريكية
- كريستين تشينوويث ممثلة ومغنية أمريكية
- كريستين تايلور ممثلة أمريكية
- كريستين تسيغلر عالمة مصريات
- كريستين تشوبوك صحفية أمريكية
- كريستين توروب شاعرة دنماركية
- كريستين تود ويتمان سياسية أمريكية
- كريستين جونستون ممثلة أمريكية
- كريستين جيتي ممثلة أمريكية
- كريستين جيرارد رباعة أمريكية
- كريستين جوميس لاعبة كرة سلة فرنسية
- كريستين حكيم ممثلة وعارضة أزياء إندونيسية
- كريستين دافيس ممثلة أمريكية
- كريستين دي بيزان فيلسوفة إيطالية
- كريستين دالتون ممثلة أمريكية
- كريستين ديميتروفا شاعرة بلغارية
- كريستين داي عداءة جامايكية
- كريستين ريتر ممثلة أمريكية
- كريستين رينتون ممثلة أمريكية
- كريستين شال ممثلة أمريكية
- كريستين شيل سياسية أمريكية
- كريستين شاربونو مغنية أمريكية
- كريستين طعمة منتجة سينمائية لبنانية
- كريستين فان ممثلة ومغنية أمريكية
- كريستين فريدريك ممثلة كندية
- كريستين ميلوتي ممثلة أمريكية
- كريستين اميرة فرنسا
- كريستين ميلر ممثلة أمريكية
- كريستين مينتر ممثلة أمريكية
- كريستين ماير فيزيائية أمريكية
- كريستين نيلسن سياسية أمريكية
- كريستين نج ممثلة هونغ كونغية
- كريستين نسبيت متزلجة كندية
- كريستين نولين لاعبة كرة سلة أمريكية
- كريستين كريوك ممثلة كندية
- كريستين كورسغارد فيلسوفة أمريكية
- كريستين كاوفمان راقصة باليه وممثلة أمريكية
- كريستين كونولي ممثلة أمريكية
- كريستين كوبريك رسامة وممثلة ألمانية
- كريستين كيلر عارضة أزياء بريطانية
- كريستين كاست روائية أمريكية
- كريستين ليلي لاعبة كرة قدم أمريكية
- كريستين لاكين ممثلة أمريكية
- كريستين لاتي ممثلة أمريكية
- كريستين ليمان ممثلة وراقصة كندية
- كريستين لودز محامية أمريكية
- كريستين لويز من أوتينغن-أوتينغن أميرة ألمانية
- كريستين لوند بورجيرسين لاعبة كرة يد دنماركية
- كريستين لاتي ممثلة أمريكية
- كريستين هاجر ممثلة كندية
- كريستين هيرش مغنية وموسيقية أمريكية
- كريستين هانا روائية أمريكية
- كريستين هيريرا ممثلة أمريكية
- كريستين هيرموسا ممثلة فلبينية
- كريستين هيني لاعبة كرة سلة أمريكية
- كريستين ويج ممثلة أمريكية
- كريستين وودز ممثلة أمريكية
- كريستين ويلسون ممثلة أمريكية
- كريستين ترومان لاعبة كرة مضرب بريطانية
- كريستين كيكو اجينا ممثلة أمريكية
- كريستين آدامز ممثلة وعارضة أزياء أمريكية إنجليزية
- كريستين فيرنانديز ممثلة برازيلية أمريكية
- كريستين ساندبرغ ممثلة أمريكية
- كريستين إيفانجليستا ممثلة أمريكية